# Stefano Oppo

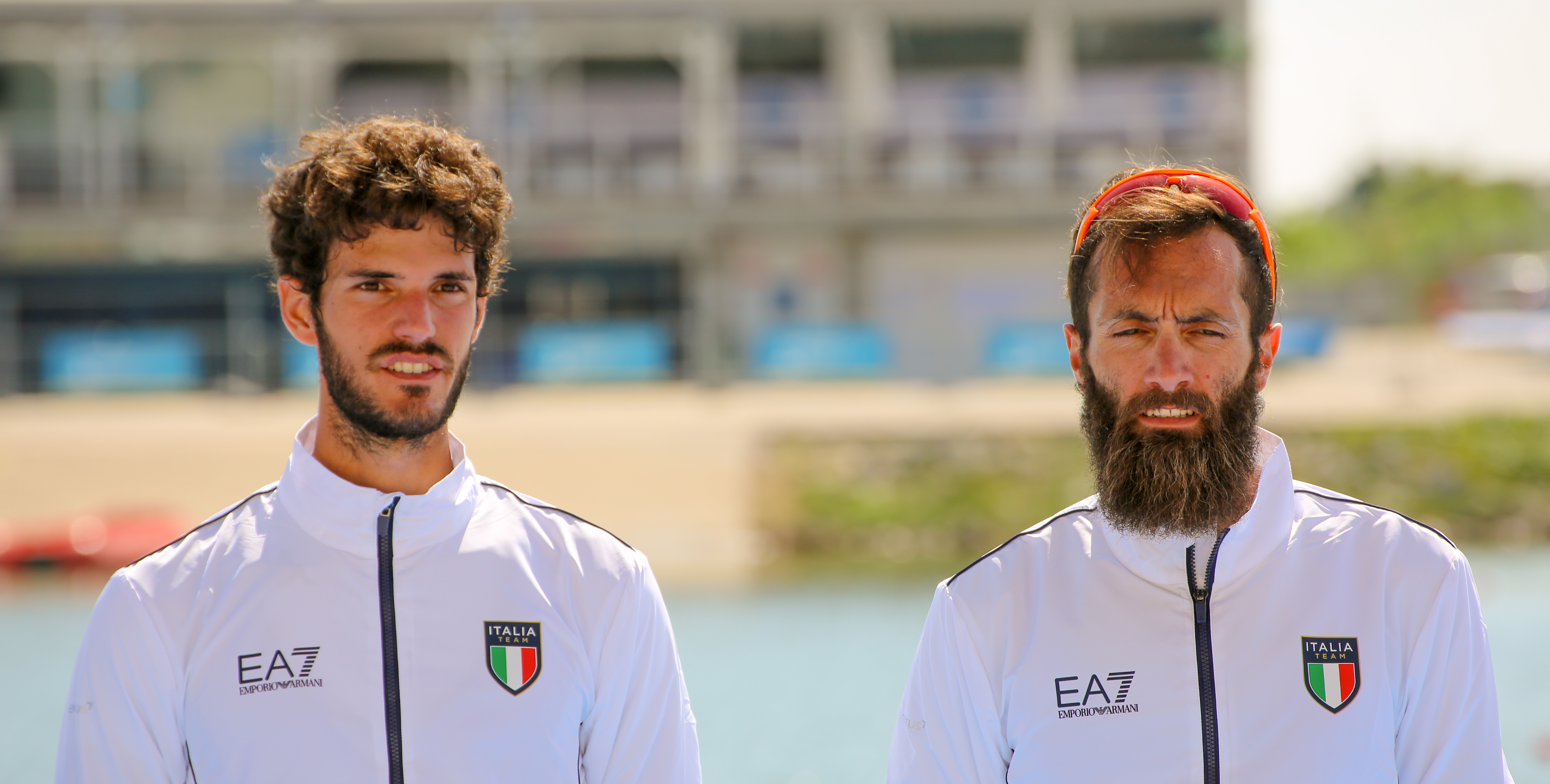
Stefano Oppo (links) und Pietro Ruta 2018

Stefano Oppo (* 12. September 1994 in Oristano) ist ein italienischer Leichtgewichts-Ruderer. Er war Weltmeister 2013 sowie Olympiadritter 2021 und Olympiazweiter 2024.

## Karriere
Der 1,87 m große Oppo war bei den Junioren-Weltmeisterschaften 2012 Juniorenweltmeister im Vierer ohne Steuermann, 2013 gewann er bei den U23-Weltmeisterschaften Gold im Leichtgewichts-Vierer ohne Steuermann. Im gleichen Jahr startete er bei den Weltmeisterschaften in Chungju im Leichtgewichts-Achter und gewann auch in der Erwachsenenklasse einen Weltmeistertitel. 2014 ruderte er zusammen mit Paolo Di Girolamo bei den Europameisterschaften im Leichtgewichts-Zweier ohne Steuermann und belegte den sechsten Platz. Bei den U23-Weltmeisterschaften gewann Oppo 2014 die Bronzemedaille im ungesteuerten Leichtgewichts-Vierer. Im Jahr darauf erreichte er zusammen mit Martino Goretti, Livio La Padula und Alberto Di Seyssel den sechsten Platz bei den Weltmeisterschaften auf dem  Lac d’Aiguebelette und damit die Qualifikation für die Olympischen Spiele 2016. In Rio de Janeiro belegte der italienische Leichtgewichts-Vierer mit Goretti, La Padula, Oppo und Pietro Ruta den vierten Platz. Bei den U23-Weltmeisterschaften 2016 gewann Oppo zusammen mit Paolo Di Girolamo, Alberto Di Seyssel und Piero Sfiligoi den Titel im Vierer.
2017 wechselte Oppo in den Leichtgewichts-Doppelzweier und gewann zusammen mit Pietro Ruta die Bronzemedaille bei den Europameisterschaften und hinter den Franzosen die Silbermedaille bei den Weltmeisterschaften. Im Jahr darauf gewannen die beiden Bronze bei den Europameisterschaften und diesmal hinter den Iren Silber bei den Weltmeisterschaften. 2019 belegten die beiden Italiener hinter dem deutschen Boot den zweiten Platz bei den Europameisterschaften. Bei den Weltmeisterschaften gewannen die Italiener wie im Vorjahr Silber hinter den Iren. 2020 siegten Ruta und Oppo bei den Europameisterschaften in Posen vor dem deutschen Boot. Im Jahr darauf erhielten Oppo und Ruta bei den Europameisterschaften 2021 in Varese die Bronzemedaille hinter den Iren und den Deutschen. Bei den Olympischen Spielen in Tokio wiederholte sich der Zieleinlauf von Varese: Es siegten die Iren vor den Deutschen und den Italienern, die sieben Sekunden Rückstand auf die Deutschen hatten.
2022 gewannen die Iren sowohl bei den Europameisterschaften in München als auch bei den Weltmeisterschaften in Račice u Štětí vor Oppo und Ruta. 2023 wechselte Gabriel Soares zu Oppo ins Boot. Bei den Europameisterschaften 2023 in Bled erruderten die beiden die Silbermedaille hinter den Schweizern Jan Schäuble und Raphaël Ahumada. Drei Monate später bei den Weltmeisterschaften in Belgrad gewannen die Iren vor den Schweizern und den Italienern. 2024 siegten die Schweizer bei den Europameisterschaften in Szeged vor Oppo und Soares, 0,23 Sekunden hinter den Italienern erreichte das norwegische Boot die Ziellinie. Bei den Olympischen Spielen in Paris hatten die irischen Olympiasieger über zwei Sekunden Vorsprung vor Oppo und Soares, 0,11 Sekunden hinter den Iren wurden die Griechen Dritte.